# Momoland
Momoland (o 모모랜드 en coreà) era un grup de noies de Corea del Sud format per MLD Entertainment (abans conegut com a Duble Kick Company) a través del reality show del 2016 Finding Momoland.
El grup era format per: Hyebin, Nancy, JooE, Nayun, Ahin i Jane. L'any 2020 tres exintegrants varen sortir del grup. Aquestes són: la Daisy, la Yeon-woo i la Taeha. El grup es va formar l'any 2016, amb un programa de supervivència (els programes de supervivència a Corea del Sud són utilitzats, per escollir, quins cantants formaran part del grup oficial, per exemple, si s'hi presenten 30 candidats, només en sobreviuran 9) en el cas de Momoland, s'hi van presentar 10, i van debutar amb 7 integrants amb la cançó "Jjan koong kwang", però després, per la seva següent cançó, el grup va agafar dos integrants més, ja que els fans ho demanaven.
El 9 de novembre del mateix any es va celebrar la presentació de debut del grup. El 10 de novembre es va estrenar la seva obra de teatre ampliada de debut Welcome to Momoland, i va fer la seva primera interpretació del seu senzill "Jjan! Koong! Kwang!" a través del programa de televisió musical M Countdown. L'àlbum va ser possible gràcies al crowdfunding per cobrir el cost de producció del format físic. El 27 de desembre, el grup excepte Yeonwoo, que va deixar de treballar a causa d'un mal d'esquena, va assistir a SBS Gayo Daejeon. L'octubre de 2016, el grup va ser designat com a ambaixador de relacions públiques de l'ONG International Relief Development Plan Korea, que es va oferir com a voluntari al poble de Phuc Luong a Thai Nguyen, Vietnam, del 12 al 16 de desembre de 2017, per animar els estudiants de Happy Mov a participar en la construcció del jardí d'infants.
El 14 de febrer de 2023, el grup va anunciar a les seves respectives pàgines d'Instagram que es dissolien.
1. ↑  «[공식입장 모모랜드 소속사, 더블킥컴퍼니→MLD엔터테인먼트 사명변경]» (en coreà). OSEN, 30-05-2018. Arxivat de l'original el 14 desembre 2019. [Consulta: 26 juny 2018].
2. ↑  «모모랜드, '짠쿵쾅'으로 드디어 데뷔» (en coreà).   TenAsia, 10-11-2016. Arxivat de l'original el 26 juliol 2019. [Consulta: 26 gener 2017].
3. ↑   «Mnet's Survival Program "Finding Momoland" debut delayed for Final Mission Failure» (en coreà). Naver, 17-09-2016 [Consulta: 22 febrer 2018].
4. ↑   «Momoland to debut in M! Countdown's 500th episode» (en coreà). Asian Economy, 11-11-2016 [Consulta: 22 febrer 2018].
5. ↑  Herald, The Korea «Momoland to debut with crowdfunded album». , 20-10-2016 [Consulta: 5 novembre 2018].
6. ↑   «Momoland to host SBS Gayo Daejeon» (en coreà). 10 Asia, 26-12-2016 [Consulta: 22 febrer 2018]. Arxivat 14 August 2019[Date mismatch] a Wayback Machine. «Còpia arxivada». Arxivat de l'original el d’agost 14, 2019. [Consulta: de desembre 29, 2022].
7. ↑   «Girl group Momoland volunteered at the Pak Luong Village in Taipei, Vietnam» (en coreà). The Dong-a Ilbo, 18-01-2017 [Consulta: 22 febrer 2018].
8. ↑  «MOMOLAND Officially Announces Disbandment» (en anglès). [Consulta: 2 juny 2023].